# Монте-Чериньоне
Монте-Чериньоне (італ. Monte Cerignone) — муніципалітет в Італії, у регіоні Марке,  провінція Пезаро і Урбіно.
Монте-Чериньоне розташоване на відстані близько 220 км на північ від Рима, 95 км на захід від Анкони, 40 км на захід від Пезаро, 23 км на північний захід від Урбіно.
Населення — 683 особи (2014).
Щорічний фестиваль відбувається 3 лютого. Покровитель — святий Власій.

## Демографія
Населення за роками:

Станом на 1 січня 2023 року в муніципалітеті офіційно проживало 75 іноземців з 14 країн, серед них 55 громадян країн Євросоюзу та 4 громадяни України.

## Сусідні муніципалітети
- Мачерата-Фельтрія
- Меркатіно-Конка
- Монтекопіоло
- Монте-Гримано
- Сассокорваро
- Таволето